# أندريا بيريز بينيا
أندريا بيريز بينيا هي لاعبة رماية إكوادورية، ولدت في 7 أبريل 1990.

## وصلات خارجية
- أندريا بيريز بينيا على موقع الاتحاد الدولي (الإنجليزية)
- أندريا بيريز بينيا على موقع اللجنة الأولمبية الدولية (الإنجليزية)
- أندريا بيريز بينيا على موقع أوليمبيديا (الإنجليزية)